# André Kaminski
André Kaminski (Ginebra, 19 de mayo de 1923 - Zúrich, 12 de enero de 1991) fue un escritor suizo en lengua alemana. De origen polaco, vivió en Polonia 18 años (1950-1968).

## Biografía
André Kaminski, nacido como Andrzei Henrik Kaminski era hijo de una farmacéutica y de un psiquiatra judío de origen polaco, ambos convencidos comunistas, que inculcaron a su hijo esa misma ideología. Se crio en Zúrich y estudió Historia en la Universidad de Ginebra y en la de Zúrich, doctorándose en esta última en 1947 con una tesis sobre Historia de la Iglesia. Profesor durante un corto tiempo en la Universidad de Ginebra, en 1950 marchó a Polonia con su entonces esposa, como imperativo de su compromiso comunista.
En Polonia Kaminski trabajó principalmente como periodista y dramaturgo, escribiendo más de treinta obras de teatro, que obtuvieron varios premios literarios, y también guiones cinematográficos. Fue también corresponsal en el extranjero, viviendo varios años en Marruecos y Argelia. En 1968 fue expulsado de Polonia por razones políticas, emigrando en principio a Israel, pero retornando al cabo de un año a su Suiza natal, donde fijó su residencia en Zúrich y trabajó para la televisión helvética, hasta que el éxito de sus primeras novelas, escritas ya en los años ochenta, le permitió llevar una vida independiente. Contrajo matrimonio en 1989 con la política y escritora suiza Doris Morf.

## Obra literaria
Las principales novelas de Kaminski (Kiebitz, El año que viene en Jerusalén o Shalom a todo el mundo) se caracterizan, en cuanto a los temas, por sus raíces autobiográficas y familiares, abordando cuestiones como la identidad judía actual y las dificultades interculturales, y, en cuanto al lenguaje, por el ritmo, la ironía y el ingenio.
En su obra Kiebitz se describe, en tono psicologista, el fin de la utopía socialista. Gedeón Esdur Kiebitz enfrenta su mirada idealizada del socialismo a su verdadero desarrollo político y gubernamental. El núcleo narrativo de la novela se centra en la problemática de la identidad, del valor de la libertad ya que ahonda en una paradoja que fue, quizás, el gran dilema irresoluto del socialismo: garantizar un bien común sin que por este bien común se pierda la libertad de opinión. 
El mundo de la novela, está regido por la sospecha, el miedo y el secreto. Nadie se siente a gusto, nadie sabe bien a qué pertenece, nadie sabe verdaderamente el significado exacto de la palabra "camarada". El régimen que representa la soberanía de la voluntad popular es, sin embargo, contrario al pueblo porque teme justamente sus intereses (''"¡No sea absurdo, hombre! Nuestro Estado es un Estado de los trabajadores. ¿Cómo se van a alzar los trabajadores contra ellos mismos?"). El régimen que viene a liberar al hombre sin embargo lo encierra en una dialéctica que no le permite desarrollar con libertad su conciencia. Otro núcleo de la novela sería ese: las tensiones entre ideología y conciencia, entre tesis y praxis, entre lo colectivo y lo individual.